# بيوتر وجسيك
بيوتر وجسيك (بالبولندية: Piotr Wójcik)‏ هو منافس ألعاب قوى بولندي، ولد في 7 فبراير 1965 في غيجتسكو ‏ في بولندا.

## وصلات خارجية
- بيوتر وجسيك على موقع الاتحاد الدولي لألعاب القوى (الإنجليزية)
- بيوتر وجسيك على موقع قاعدة بيانات كرة القدم.إي يو (الإنجليزية)